# Tři čuníci
Tři čuníci je album Jaromíra Nohavici z roku 1994. Album je záznamem z koncertního vystoupení z olomouckého klubu U-klub Olomouc. Písničky na albu jsou věnované dětem a jejich častým tématem jsou zvířata. Obal alba vytvořil Michal Cihlář.

## Seznam písní
1. Zajíci /2:57
2. Lachtani /1:58
3. Co děláme o přestávce (básnička) /0:46
4. Kozel /1:51 (hudba: americký tradicionál Bill Grogin's Goat)
5. Afričančata /2:04 (text: Karel Plíhal, Jaromír Nohavica)
6. Podzimní /1:03 (Karel Plíhal)
7. Můj pes /2:21
8. Delfíni /1:23
9. Tramp /3:20
10. Dárky /2:37
11. Hlídač krav /4:01
12. Když byl Pepa ještě mladý (básnička) /1:55 (text: Karel Plíhal, Pavel Dobeš, Jaromír Nohavica)
13. Pijte vodu /2:36 (hudba: americký tradicionál Short'nin' Bread)
14. Grónská písnička /3:13
15. Haló haló (básnička) /0:56
16. Kapr /2:24
17. V moři je místa dost /3:02
18. Metro pro krtky (básnička) /0:27
19. Metro pro krtky /2:14
20. Večerní /0:40 (Karel Plíhal)
21. Telátko oblíbené I. /2:16
22. Telátko oblíbené II. /0:51
23. Šnečí blues /2:14
24. Tři čuníci /3:22
25. Ukolébavka /3:09

## Kniha
K albu vyšla také knížka pro děti Tři čuníci s ilustracemi Rostislava Skopala, která obsahuje písničky, pohádky a říkadla Jaromíra Nohavici. Vydalo nakladatelství Hitbox

## Reedice
Album vyšlo v reedici v roce 1998 v rámci 3× Jarek Nohavica a v roce 2007 v rámci Boxu 4 CD.